# Carel van Gestel
Carel van Gestel (Zeist, 1946) is een Nederlandse schrijver. Sinds zijn jeugd is Van Gestel erg geïnteresseerd in fotografie, kerkorgels, en spoorwegen. Van dit laatste onderwerp heeft hij de meeste boeken geschreven. Bij Uitgeverij De Alk zijn ruim 30 titels verschenen van zijn hand.

## Boeken (selectie)
Treinen
- Elektrische locomotieven in Nederland, 1988, ISBN 9789060139691
- Dieseltreinen in Nederland, 1989, ISBN 9789060139752
- Elektrische treinen in Nederland / Deel 1 ZHSM, 1992, ISBN 9789060139899
- Elektrische treinen in Nederland / Deel 2, 199? ISBN 9789060135266
- Elektrische treinen in Nederland / Deel 3, 1997, ISBN 9789060130575
- Langs Hollands spoor, 1999, ISBN 9789060130827
- Blauwe Engelen en Rode Duivels, 2000, ISBN 9789060131121
- Diesellocomotieven in Nederland, 2002, ISBN 9789060130896
- Hondekoppen en Muizeneuzen, 2003, ISBN 9789060132173
- Sporen door Holland, 2004, ISBN 9789059940628
- Er kan nog een trein komen[1]
- Treinen die komen en gaan[2]
- Nostalgie op het spoor[3]
- Tot het rode licht gedoofd is[4]
- Spoor van mensen[5]
- Stroomlijn op het spoor[6]
- Blokkendozen op het spoor[7]
- In het spoor van de Blauwe Engel[8]
- Spoor & Trein, edities 1 t/m 15, hoofdredactie, 1990 - 2004

Trams
- Spoor & Tram, edities 1 t/m 20, hoofdredactie, 1990 - 2009

Kerken
- Van kerk naar kerk (De Betuwe)
- Van kerk naar kerk (Tussen Waal en Maas)
- Orgelrijk
- Luisterrijk